# Macrones besti
Macrones besti là một loài bọ cánh cứng trong họ Cerambycidae.